# Aniq Bajra
Aniq Bajra (tiếng Ả Rập: عنيق باجرة) là một ngôi làng Syria nằm ở phó huyện Al-Saan ở huyện Salamiyah, Hama. Theo Cục Thống kê Trung ương Syria (CBS), Aniq Bajra có dân số 313 trong cuộc điều tra dân số năm 2004.. Aniq Bajra đã bị SAA bắt giữ vào ngày 21 tháng 1 năm 2018 từ ISIS.